# Кариорексис
Кариоре́ксис (от греч. κάρυον — «орех, ядро» и ρέξις — «разрыв») — распад клеточного ядра на части. Кариорексис является одним из промежуточных этапов некробиоза: наступает после кариопикноза и предшествует кариолизису. При кариорексисе оболочка ядра клетки разрушается, и нуклеиновые кислоты в виде отдельных глыбок проникают в цитоплазму клетки.

## Причины и признаки
Причинами повреждения клеточного ядра могут быть различные разрушающие факторы физического, химического и биологического характера, ионизирующее облучение, интоксикация, наследственные патологические заболевания, инфекционные заболевания, или же апоптоз, вследствие чего происходит фрагментация конденсированного хроматина.
Для кариорексиса характерны:
- нарушение вязкости цитоплазмы;
- разрушение клеточных структур;
- прекращение работы ферментных систем.